# Shelly Beach

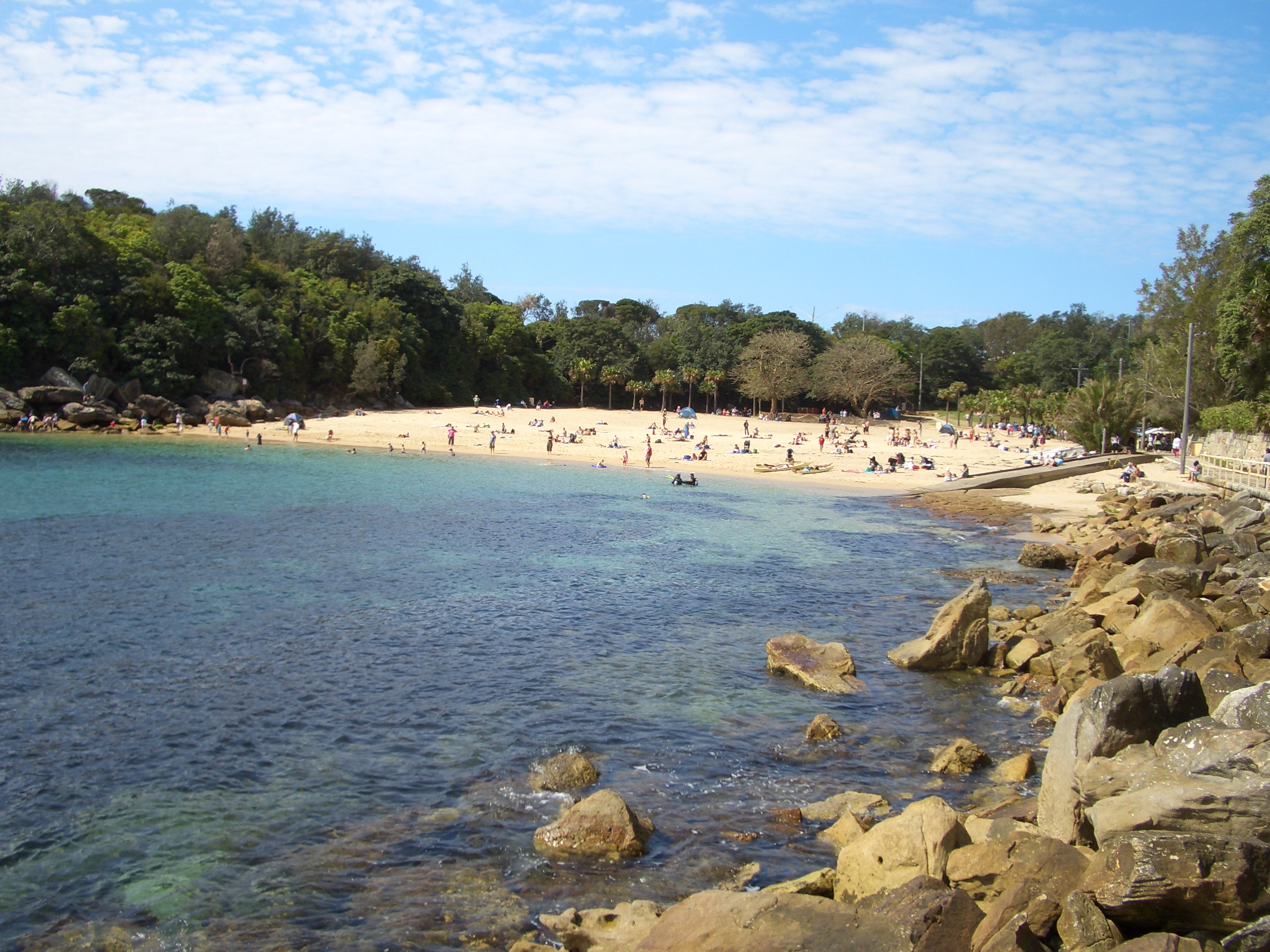
Shelly beach

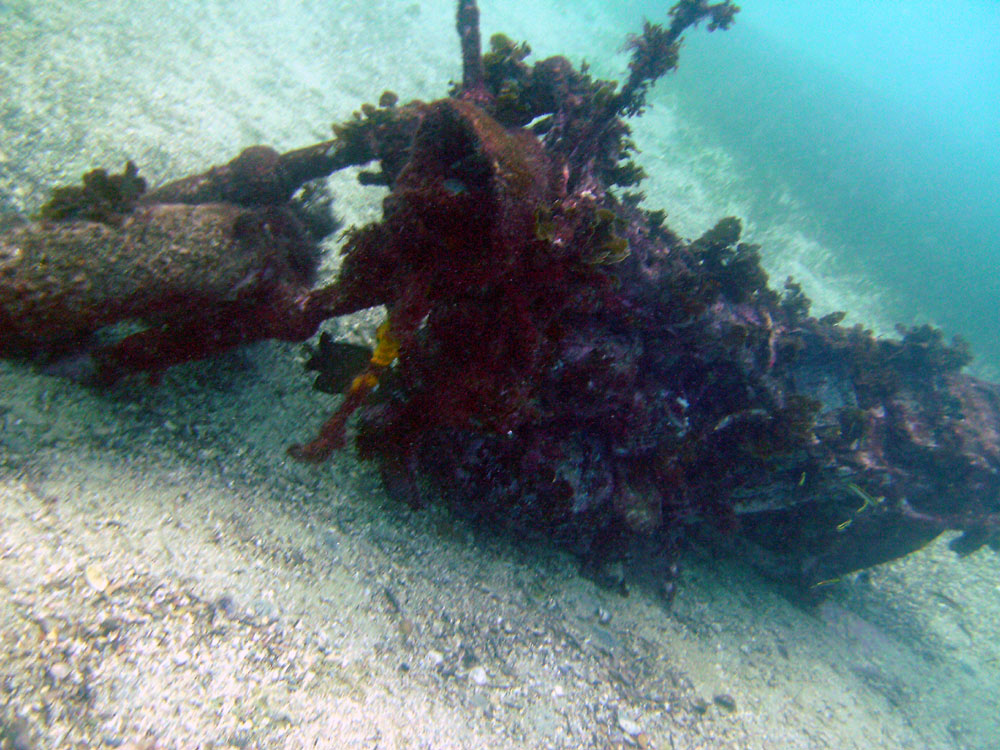
Motocicletta abbandonata in mare

Shelly Beach (o anche Shelley Beach) è una spiaggia di Manly, un sobborgo di Sydney, Nuovo Galles del Sud, Australia. È contigua a North Head e Fairy Bower.
Shelly Beach è l'unica spiaggia occidentale che si faccia sulla costa orientale dell'Australia ed è protetta dalle onde oceaniche grazie alla barriera corallina sita sulla sua destra. La spiaggia ha due barbecue elettrici gratuiti, docce, bagni e un chiosco di vendita di bibite, carne e gelati.
Shelly Beach è una riserva marina protetta sin dalla baia di Cabbage. Nella spiaggia vengono svolte molte attività subacquee per i novizi grazie alla sicurezza del sito.